# 满洲电业
满洲电业株式会社（日语：／），简称满电，是日满当局设立的实行“统制经营”的特殊会社。
满洲国建立时，跨行业经营的南满洲铁道株式会社（简称“满铁”）是最大的垄断企业；满洲国建国后以满洲重工业开发株式会社（简称“满业”）为中心又建立了一系列国策会社。此外满洲国还设有满洲电业株式会社等四十多家特殊会社。满电为继满铁、满业之后第三大特殊会社。

## 背景
满洲的电气事业始于1890年（光绪16年）11月：随着北洋水师的创立，清政府在旅顺建设大石船坞时，设立了大石船坞的发电站，是为满洲最早的发电站。日俄战争之后，电气行业迅速发展，宝华电灯公司、奉天电灯厂、长春电灯厂等紛紛设立。:7。
1908年12月，满铁改组其运输部运转课下属的电气系，成立“满铁电气所”。:3
1926年5月，满铁因附属地电气事业规模的成长，设立了子公司南满洲电气株式会社（簡稱“南满电”），公司总部位于大连，在奉天、长春、安东设立了支店。该公司除了经营满铁附属地的电气事业，也运营大连、旅顺和两者之间的电气铁道、公共汽车。:8

## 满电历史
1932年6月，关东军特务部与满州国政府签订了组建电力统制机构的协议，准备委员会委员长吉田豊彦陆军大将（关东军顾问、陸軍技術本部长），委员：橫山勇大佐(陆军省整備局動員課長)、德田顺一大佐、杉本正邦中佐、沼田多稼蔵中佐（关东军特务部参谋）、井上作已工兵少佐、糟谷阳二、是安正利、小池笕、久保田忠吉。
1933年11月，“满洲电气协会”内设的“满洲电气委员会”提出把发电统一为50赫兹，哈尔滨、奉天使用6600伏特电压，其他地区使用3300伏特电压。
1934年9月，日本当局发布《电力企业大合并纲要》。1934年10月25日，满洲国实业部长张燕卿签发实业部指令第666号《满洲电业株式会社设立许可》和部长任命令。1934年11月1日营口水道电气株式会社(1906年11月成立)、南满洲电气株式会社、北满洲电气株式会社（1918年4月收购沙俄资产成立，以上为日方代表）与奉天电灯厂、哈尔滨电业局、新京电灯厂、吉林电灯厂、齐齐哈尔电灯厂、安东电业股份有限公司（以上为满洲代表）在长春康德会馆合并成立满洲电业株式会社，资本額9000万日元，12月1日开始营业。固定资产8320万日元，发电容量140万kW，变电设备容量16万kVA，输电线路全长100km，配电线路全长223km，电灯154万盏，从业人员4168人。
1936年日军在兴安盟王爷庙（即今乌兰浩特）修建发电所，1936年5月从齐齐哈尔发电厂拆来150千瓦发电机组1台，10月建成发电，定名为王爷庙发电所。因机组容量小，“满洲电业株式会社”于1941年3月从白城—乌兰浩特架设1条22千伏输电线路，全长97公里，1942年7月，竣工送电，发电所停运改为变电所。日军撤军投降前，将发供电设备全部捣毁。
1936年日满当局开始在满洲里扎赉诺尔矿区建设火力发电厂，安装1000千瓦发电机1台，8吨/时锅炉2台，1938年5月投产。1938年，从安东市电厂拆迁来1台1000千瓦机组，1939年底投产。同时架设1条扎赉诺尔—满洲里22千伏输电线路25公里。1941年又从牡丹江电厂拆迁来2800千瓦机组1台，1942年初投产发电，但因频率由60赫兹改为50赫兹，实际出力2240千瓦。
1936年8月新设的计划局，加紧水力资源开发。1937年1月，废止计划局，改设调查局。
在满洲产业开发五年计划背景下，1937年9月制定了“第一个电力开发五年计划”，“水主火从”建设16个水电站及超高压输电线；并改组董事会。社长丁鑑修，副社长山崎元干，常务董事大津留聪、启彬、石桥米一，董事冈雄一郎、大磯义男、赵寿芳，监事高桥贯一、钟毓。
1939年8月第七次改组：设置业务室，采用营业部、工务部次长制，采用人事课、用度课课长代理制，设超高压送电委员会。
1940年5月21日第二次改组董事会，经济部长韩云阶兼任董事长。1940年12月21日满洲国公布《满洲电业株式会社法》（敕令第327号），对水火电实行一元化管理，满电资本总额3.2亿元，满电从董事制改为理事制，理事长、副理事长由满洲国政府任免。
1941年1月满电调整了组织架构。1942年3月满电再次调整了组织架构。
1944年3月满电最后一次调整了组织架构。撤销了经理局、建设局，改设业务局、工务局、南满建设处。日本战败投降时，满电共1个总局、8个支社、12个支店、14个事务所、82个营业所、从业人员16539人(不含临时雇员)，其中管理人员占40.6%，技术人员和工人占45.4%，勤杂人员占14%；总股本1280万股，股东17804人。其中日本股东占95%，占资本总额99%。满电发行企业债约5亿日元，持有吉林市的满洲电气化学工业会社的23.4%。还持有满洲电力建设、满洲电机修理、美德电灯泡、满洲碳工业、满洲研削材、太湖开发（即“松花湖”的保护和开发）等上下游企业的股份。发电装机190万kW，输电线路17000km，变电设备总容量6000MVA。

## 满电組織架構

### 1934年12月
- 董事长兼社长：吉田丰彦
- 副董事长兼副社长：入江正太郎（事务主管）、孙澄（满洲国实业部工商司长）
- 常务董事：小池笕、高桥仁一、石桥米一、王聘一
- 董事：林鹤皋、冈村金藏、温和、古泉光南、迫喜平次、奥村慎次、赵寿芳等
- 常任监察人：高桥贯一
- 监察人：巴英额、谷川善次郎
- 顾问糟谷阳二
- 总务部长小池笕兼
- 业务部长高桥仁一兼
- 经理部长石桥米一兼
- 技术部长王聘一兼
- 技术监督雨宫春雄
- 检查课
- 秘书役
- 统制课：郑锦荣
- 调查课：出原佃
- 大连支社：小池笕
- 奉天支店：赵寿芳
- 新京支店：冈村金藏
- 哈尔滨电业局：温和
- 安东支店：高原渐
- 鞍山支店：奥平广直
- 营口支店：阿部觉磨
- 吉林支店：周广治
- 齐齐哈尔支店：大塚良治
- 承德营业所
- 佳木斯营业所
- 海拉尔营业所
- 岫岩营业所
- 清源营业所
- 凌源营业所
- 临江营业所
- 赤峰电灯厂
- 瓦房店电灯株式会社

### 1944年3月（部分）
- 业务局：山口本生
- 总务局：石冈武
- 设施局：冈雄一郎
- 企划室：
- 监察室
- 审查室
- 丰满建设处
- 桓仁建设处
- 新京建设事务所
- 通化临时建设事务所
- 临时爱宕建设部
- 新京支社
- 哈尔滨支社
- 齐齐哈尔支社
- 东满支社
- 锦州支社
- 奉天支社
- 大连支社
- 东京支社
- 中满送电事务所
- 南满送电事务所
- 防卫动员本部
- 丰满地区防卫动员本部
- 技术研究所
- 东满防卫动员本部
- 西满防卫动员本部
- 南满防卫动员本部
- 滨江防卫动员本部
- 大连防卫动员本部
- 私立新京满电青年学校
- 私立大连满电青年学校
- 私立奉天满电青年学校
- 都南寮
- 满电新京医院
- 学生动员指导本部

## 衍生事業
1938年5月，日本傀儡政权蒙古联盟自治政府与满州电气株式会社兴中公司、东亚电力兴业株式会社强行收购了张家口、大同、厚和豪特（即呼和浩特）、包头等地区的电灯公司。在张家口组建了蒙疆电业株式会社（简称“蒙疆电业”），统管张家口、大同、厚和、包头一带的电力企业。